# Oda Nobuna no yabō
Oda Nobuna no yabō (織田信奈の野望? lett. "L'ambizione di Nobuna Oda") è una serie di light novel scritta da Mikage Kasuga e disegnata da Miyama-Zero. Un adattamento manga ha iniziato la serializzazione dal luglio 2011 a giugno 2014 sulla rivista Comp Ace della casa editrice Kadokawa Shoten. Un adattamento anime, prodotto da Studio Gokumi e Madhouse, è stato trasmesso in Giappone tra il 9 luglio e il 24 settembre 2012.

## Trama
Ritrovatosi improvvisamente nel periodo Sengoku, Yoshiharu Sagara, un normale studente delle scuole superiori, rischia la vita nel bel mezzo di un campo di battaglia. Yoshiharu viene salvato da Hideyoshi Toyotomi, che però rimane ucciso al posto del ragazzo. Con la storia completamente cambiata per via delle azioni di Yoshiharu, questi tenta di ripristinare l'ordine delle cose, ma inevitabilmente gli eventi prendono una piega diversa rispetto a quella che lo stesso Yoshiharu conosceva. Oda Nobunaga è una brillante giovane ragazza chiamata Nobuna Oda, per la quale inizia a lavorare Yoshiharu, soprannominato "Saru", tentando nel contempo sia di ripristinare il normale corso della storia sia di trovare il modo per tornare nel suo tempo.

## Personaggi

La protagonista Nobuna Oda

### Clan
Yoshiharu Sagara (相良 良晴?, Sagara Yoshiharu)
Doppiato da: Takuya Eguchi
Nobuna Oda (織田 信奈?, Oda Nobuna)
Doppiata da: Kanae Itō

## Media

### Light novel
La serie è stata scritta da Mikage Kasuga con le illustrazioni di Miyama-Zero. I primi dieci volumi sono stati pubblicati dalla SB Creative, sotto l'etichetta GA Bunko, tra il 15 agosto 2009 e il 15 marzo 2013. A partire dall'undicesimo volume in poi, invece, la serie è stata distribuita dalla Fujimi Shobō sotto l'etichetta Fujimi Fantasia Bunko. L'ultimo dei ventidue volumi è stato messo in vendita il 20 giugno 2019.
| Nº | Data di prima pubblicazione | Data di prima pubblicazione | Data di prima pubblicazione |
| Nº | Giapponese                  | Giapponese                  |                             |
| -- | --------------------------- | --------------------------- | --------------------------- |
| 1  | 15 agosto 2009              | ISBN 978-4-7973-5450-8      |                             |
| 2  | 15 febbraio 2010            | ISBN 978-4-7973-5744-8      |                             |
| 3  | 15 maggio 2010              | ISBN 978-4-7973-5875-9      |                             |
| 4  | 15 settembre 2010           | ISBN 978-4-7973-6123-0      |                             |
| 5  | 15 febbraio 2011            | ISBN 978-4-7973-6222-0      |                             |
| 6  | 15 giugno 2011              | ISBN 978-4-7973-6442-2      |                             |
| 7  | 15 novembre 2011            | ISBN 978-4-7973-6749-2      |                             |
| 8  | 15 marzo 2012               | ISBN 978-4-7973-6898-7      |                             |
| 9  | 15 luglio 2012              | ISBN 978-4-7973-7000-3      |                             |
| 10 | 15 marzo 2013               | ISBN 978-4-7973-7234-2      |                             |
| 11 | 19 aprile 2014              | ISBN 978-4-04-712970-2      |                             |
| 12 | 18 ottobre 2014             | ISBN 978-4-04-070290-2      |                             |
| 13 | 20 maggio 2015              | ISBN 978-4-04-070291-9      |                             |
| 14 | 20 gennaio 2016             | ISBN 978-4-04-070704-4      |                             |
| 15 | 20 maggio 2016              | ISBN 978-4-04-070896-6      |                             |
| 16 | 17 settembre 2016           | ISBN 978-4-04-070900-0      |                             |
| 17 | 20 gennaio 2017             | ISBN 978-4-04-072171-2      |                             |
| 18 | 20 maggio 2017              | ISBN 978-4-04-072304-4      |                             |
| 19 | 20 settembre 2017           | ISBN 978-4-04-072306-8      |                             |
| 20 | 20 febbraio 2018            | ISBN 978-4-04-072312-9      |                             |
| 21 | 20 dicembre 2018            | ISBN 978-4-04-072763-9      |                             |
| 22 | 20 giugno 2019              | ISBN 978-4-04-072764-6      |                             |

### Manga
L'adattamento manga ha iniziato la serializzazione sul numero di luglio 2011 della rivista Comp Ace della Kadokawa Shoten. Il primo volume tankōbon è stato pubblicato il 23 febbraio 2012 ed entro il 9 agosto 2014 ne sono stati messi in vendita sei in tutto. Un altro manga dal titolo Oda Nobuna no yabō: himesama to issho (織田信奈の野望 ひめさまといっしょ?), disegnato da Futago Minazuki, è stato serializzato sull'Age Premium della Fujimi Shobō tra i numeri di agosto 2011 e ottobre 2012. I capitoli sono stati raccolti in due volumi, pubblicati rispettivamente il 7 marzo e il 5 luglio 2012.

#### Volumi
| Nº | Data di prima pubblicazione | Data di prima pubblicazione | Data di prima pubblicazione |
| Nº | Giapponese                  | Giapponese                  |                             |
| -- | --------------------------- | --------------------------- | --------------------------- |
| 1  | 23 febbraio 2012            | ISBN 978-4-04-120135-0      |                             |
| 2  | 5 luglio 2012               | ISBN 978-4-04-120341-5      |                             |
| 3  | 23 gennaio 2013             | ISBN 978-4-04-120595-2      |                             |
| 4  | 22 giugno 2013              | ISBN 978-4-04-120795-6      |                             |
| 5  | 26 dicembre 2013            | ISBN 978-4-04-120958-5      |                             |
| 6  | 9 agosto 2014               | ISBN 978-4-04-101913-9      |                             |

### Anime
La serie televisiva anime, diretta da Yūji Kumazawa e prodotta dallo Studio Gokumi in collaborazione con la Madhouse, è andata in onda su TV Tokyo dal 9 luglio al 24 settembre 2012. Le sigle di apertura e chiusura sono rispettivamente Link di Aimi ed Hikari (ヒカリ? lett. "Luce") di Makino Mizuta.

#### Episodi
| Nº | Titolo italiano (traduzione letterale) Giapponese 「Kanji」 - Rōmaji              | In onda           | In onda |
| Nº | Titolo italiano (traduzione letterale) Giapponese 「Kanji」 - Rōmaji              | Giapponese        |         |
| 1  | Nobuna e la scimmia 「信奈とサル」 - Nobuna to saru                               | 8 luglio 2012     |         |
| 2  | La lotta per il potere del clan Oda 「織田家、お家騒動」 - Oda-ke, oie sōdō       | 15 luglio 2012    |         |
| 3  | Il disturbo di Mino 「美濃動乱」 - Mino dōran                                     | 22 luglio 2012    |         |
| 4  | Vento di novità! Okehazama! 「風雲！桶狭間！」 - Fūun! Okehazama!                 | 29 luglio 2012    |         |
| 5  | Il piano del geniale stratega 「天才軍師調略！」 - Tensai gunshi chōryaku!        | 5 agosto 2012     |         |
| 6  | Il castello di una notte Sunomata 「墨俣一夜城」 - Sunomata ichiya jō             | 12 agosto 2012    |         |
| 7  | Nobuna avanza verso Kyoto 「信奈上洛」 - Nobuna jraku                             | 19 agosto 2012    |         |
| 8  | Sakai, la città libera dall'oro 「黄金の自由都市・堺」 - Ōgon no jiyū toshi Sakai | 26 agosto 2012    |         |
| 9  | La battaglia al tempio Kiyomizu 「清水寺攻防」 - Kiyomizudera kōbō                | 2 settembre 2012  |         |
| 10 | Nobuna in serio pericolo 「信奈絶体絶命」 - Nobuna zettai zetsumei                | 9 settembre 2012  |         |
| 11 | La ritirata a Kanegasaki 「金ヶ崎の退きロ」 - Kanegasaki no nokikuchi             | 16 settembre 2012 |         |
| 12 | Conquista 「天下布武」 - Tenka fubu                                               | 23 settembre 2012 |         |